# Верхний Майдан
Верхний Майдан (укр. Верхній Майдан) — село в Надворнянской городской общине Надворнянского района Ивано-Франковской области Украины.
Население по переписи 2001 года составляло 1504 человека. Занимает площадь 17.696 км². Почтовый индекс — 78452. Телефонный код — 03475.

## Религия
В селе действует приход УГКЦ. Церковь Святых Ольги и Владимира. Настоятель Михаил Федорив с 1996.
В 2021 году село посетил епископ Коломыйский Василий (Ивасюк)В селе также был священником Иван Бойко митрат.